# Luigi Silvestri
Luigi Silvestri (Molfetta, 6 luglio 1922 – ...) è stato un calciatore italiano, di ruolo attaccante.

## Carriera
Disputa la Serie C 1942-1943 con la Pietro Resta di Taranto, il Torneo misto pugliese 1944-1945 con l'Audace di Taranto e l'anno successivo la Serie C Centro-Sud 1945-1946 con l'Arsenale di Taranto, con cui mette a segno 23 reti.
Dopo un anno con il San Pietro Vernotico, nel 1947-1948 debutta in Serie B con il Lecce, disputando con i salentini tre campionati di cui due in serie cadetta, per un totale di 72 presenze e 30 gol in Serie B.
Continua la carriera in Serie C giocando un anno con il Foggia ed altri due anni con l'Arsenaltaranto. Viene quindi ceduto alla Turris in IV Serie e poi al Mesagne in Promozione.